# Кайнама
Кайнама (кирг. Кайнама) — село в Алайском районе Ошской области Кыргызстана. Входит в состав Будалыкского айылного аймака.

## География
Село расположено в южной части области, на расстоянии приблизительно 9 километров (по прямой) к востоко-юго-востоку от села Гульча, административного центра района. Абсолютная высота — 1874 метра над уровнем моря.

## Население
Согласно оценочным данным Национального статистического комитета Кыргызской Республики, численность населения села на начало 2023 года составляла 251 человек.
| год     | 2009 | 2014 | 2015 | 2020 | 2021 | 2023 |
| ------- | ---- | ---- | ---- | ---- | ---- | ---- |
| человек | 348  | 302  | 337  | 335  | 330  | 251  |